# اوبرلواسدورف
اوبرلواسدورف (به آلمانی: Oberloisdorf) یک منطقهٔ مسکونی در اتریش است که در ناحیه اوبرپولندورف واقع شده‌است. اوبرلواسدورف ۷۸۶ نفر جمعیت دارد.